# Döllnitz (Bismark)
Döllnitz gehört zur Ortschaft Bismark und ist ein Ortsteil der Stadt Bismark (Altmark) im Landkreis Stendal in Sachsen-Anhalt.

## Geographie
Döllnitz, ein Straßendorf mit Kirche, liegt zwei Kilometer nordwestlich von Bismark in der Altmark.
Nachbarorte sind Poritz im Westen, Büste im Nordosten, Bismark im Osten, Wartenberg und Berkau im Südwesten.

## Geschichte

### Mittelalter bis Neuzeit
Die erste urkundliche Erwähnung als Dolnitz stammt aus dem Jahre 1186, als der Ort durch Tausch vom Bistum Havelberg an das Bistum Halberstadt kam. Im Landbuch der Mark Brandenburg von 1375 wird das Dorf als Dölnitz aufgeführt. Es umfasste 27 Hufen. Weitere Nennungen sind 1427 dölnitcze, dolnicz, 1430 dolnictze, dolnicz 1479 Dolnytze, 1540 Ternitz, 1687 Dölnitz und 1804 Döllnitz, Dorf und Gut mit drei Leinewebern.
Döllnitz war bis 1578 ein Filial der Pfarrei Poritz. Im 16. und 17. Jahrhundert bestand eine eigene Pfarrei im Ort. Deren letzter Pfarrer war Christian Samuel Stapel. Später kam die Kirche als Filial zu Büste und 1965 als Filial zu Poritz.
Links der Straße nach Bismark stand auf dem etwa 50 Meter hohen Döllnitzer Berg eine Bockwindmühle. Sie gehörte zum Rittergut und war 1797 errichtet worden. 1864 wurde sie von einer Windhose erfasst und umgestürzt, 1923 schlug der Blitz in einen Flügel ein. Anfang der 1930er Jahre wurde der Betrieb eingestellt. Eine zweite Mühle, erst als Windmühle betrieben, später elektrisch, stand einen Kilometer westlich am nördlichen Weg nach Poritz. Sie wurde 1943 bei einem Luftangriff zerstört.
In der Nähe lag das Großsteingrab Döllnitz.

### Landwirtschaft
Ab 1650 konnten sich die Bauern des Ortes nach und nach freikaufen. Hof 1 stellte immer den Bürgermeister.
Bei der Bodenreform wurden 1945 ermittelt: 20 Besitzungen unter 100 Hektar hatten zusammen 554 Hektar, eine Kirchenbesitzung hatte 33 Hektar Land. Im Jahre 1958 entstand die erste Landwirtschaftliche Produktionsgenossenschaft, die LPG Typ III „Altmark“.

### Herkunft des Ortsnamens
Heinrich Sültmann führt den Namen 1375 dolnitz zurück auf die slawische Worte „dol“ für „weit, breit“ und „nize“ für „Niederung“. Der Name bedeutet also „Breitental“. Nordwestlich breitet sich das weite Muldetal aus.
Aleksander Brückner leitet den Namen 1516 dolnitze aus dem altslawischen „dolь, dolina“ für „Tal“ ab.

### Eingemeindungen
Ursprünglich gehörte das Dorf zum Stendalischen Kreis der Mark Brandenburg in der Altmark. Zwischen 1807 und 1813 lag der Ort im Kanton Bismark im Distrikt Stendal auf dem Territorium des napoleonischen Königreichs Westphalen. Ab 1816 gehörte die Gemeinde zum Landkreis Stendal.
Am 1. Juli 1910 wurde der Gutsbezirk Döllnitz in die Landgemeinde Döllnitz einverleibt.
Am 25. Juli 1952 wurde die Gemeinde Döllnitz aus dem Landkreis Stendal in den neu eingerichteten Kreis Kalbe (Milde) eingegliedert. Am 23. Mai 1973 wurde die Gemeinde Döllnitz aufgelöst und nach Bismark (Altmark) eingemeindet. Seit dem 1. Januar 2010 gehört der Ortsteil Döllnitz auch zur neu gebildeten Ortschaft Bismark (Altmark).

### Einwohnerentwicklung
| Jahr          | 1734 | 1772 | 1790 | 1798 | 1801 | 1818 | 1840 | 1864 | 1871 | 1885 | 1892 | 1895 | 1900 | 1905 |
| Dorf Döllnitz | 104  | 96   | 135  | 134  | 131  | 138  | 129  | 143  | 141  | 126  | 128  | 131  | 129  | 113  |
| Gut Döllnitz  |      |      | 08   | 07   |      |      |      |      | 012  | 013  |      | 013  |      | 010  |

| Jahr | Einwohner |
| ---- | --------- |
| 1910 | [0]125    |
| 1925 | 168       |
| 1939 | 173       |
| 1846 | 254       |
| 1964 | 180       |
| 1971 | 175       |
| 2007 | [00]104   |
| 2018 | [00]085   |

| Jahr | Einwohner |
| ---- | --------- |
| 2020 | [00]83    |
| 2021 | [00]83    |
| 2022 | [0]75     |
| 2023 | [0]69     |

Quelle, wenn nicht angegeben, bis 1971:

## Religion
- Die evangelische Kirchengemeinde Döllnitz, die früher zur Pfarrei Büste bei Bismark gehörte,[23][10] wird heute betreut vom Pfarrbereich Garlipp im Kirchenkreis Stendal im Bischofssprengel Magdeburg der Evangelischen Kirche in Mitteldeutschland.[24]
- Die ältesten überlieferten Kirchenbücher für Döllnitz stammen aus dem Jahre 1675.[25]
- Die katholischen Christen gehören zur Pfarrei St. Anna in Stendal im Dekanat Stendal im Bistum Magdeburg.[26]

## Kultur und Sehenswürdigkeiten
- Die evangelische Dorfkirche Döllnitz, ein dreiteiliger romanischer Feldsteinbau mit quadratischem Westturm, wurde um 1200 errichtet. Die Kirche hat drei Glocken. Die mittelgroße Glocke von 1514 stammt vom Glockengießer Claus Backmester, die kleine Glocke stammt aus dem 13. Jahrhundert.[27] 1917 musste die größte Glocke zum Einschmelzen abgegeben werden. Eine erst 1931 als Ersatz angeschaffte Glocke musste 1944 für den Kriegsbedarf abgegeben werden. 1966/67 sorgte Probst Schaper für eine neue Glocke.[11]
- Schutzpatron der Kirche soll der Heilige Nikolaus sein.[27]
- Eine dendrochronologische Untersuchung einer Probe mit Waldkante des Dachwerkes aus Eschenhof des Chors lieferte ein Fälldatum um etwa 1196.[28]
- Die Kirche steht auf dem Ortsfriedhof.
- Im Vorraum der Kirche in Döllnitz befinden sich eine Gedenktafel und ein Gedenkbuch für die Gefallenen des Ersten und Zweiten Weltkrieges.[29]

## Sage aus Döllnitz
1906 gab Alfred Pohlmann die mündlich aus Wollenrade überlieferte Sage über eine Roßtrappe bei Döllnitz wieder. Einst rückte ein feindliches Heer auf Bismark zu. Bei Döllnitz machte der Anführer halt, bestieg sein Ross und rief: „So wahr mein Roß in jenen Stein dort mit seinem Hufe treten wird, so wahr werden wir Bismark erobern!“ Das Ross trat mit dem rechten Vorderfuß in den harten Stein, gleich als ob er ein Lehmkloß wäre. Deutlich war der ganze Huf des Schlachtrosses im Stein abgedrückt. Der Stein war bereits 1906 nicht mehr vorhanden.

## Verkehr
Nach Döllnitz führt die Landstraße 21 von Bismark (Altmark) nach Kalbe/Milde.
Der nächste Bahnhof befindet sich im 5 Kilometer entfernten Hohenwulsch (Bahnstrecke Stendal–Uelzen).
Es verkehren Linienbusse und Rufbusse von PVGS.